# Christian Pampel
Christian Pampel est un joueur allemand de volley-ball né le 6 septembre 1979 à Gehrden (Basse-Saxe). Il mesure 1,98 m et joue attaquant. Il totalise 212 sélections en équipe d'Allemagne.

## Clubs
| Club                    | Pays         | De            | À             |
| ----------------------- | ------------ | ------------- | ------------- |
| VfB Friedrichshafen     | Allemagne    | 1999-2000     | 2002-2003     |
| Pallavolo Loreto        | Italie       | 2003-2004     | 2003-2004     |
| Callipo Sport           | Italie       | 2004-2005     | 2004-2005     |
| Olympiakos              | Grèce        | oct 2005      | décembre 2005 |
| Pallavolo Padoue        | Italie       | janvier 2006  | 2006-2007     |
| VfB Friedrichshafen     | Allemagne    | 2007-2008     | 2007-2008     |
| Gazprom-Iourga Sourgout | Russie       | octobre 2008  | décembre 2008 |
| Pallavolo Plaisance     | Italie       | décembre 2008 | mai 2009      |
| LIG Greaters            | Corée du Sud | 2009-2010     | octobre 2009  |
| Al-Arabi SC             | Qatar        | décembre 2009 | 2012-2013     |
| El-Jaish SC             | Qatar        | 2013-2014     | 2015-2016     |
| TSV Mimmenhausen        | Allemagne    | 2016-2017     | ...           |

## Palmarès
- Championnat d'Italie (1)
  - Vainqueur : 2009
- Championnat d'Allemagne (4)
  - Vainqueur : 2000, 2001, 2002, 2008
  - Finaliste : 2003
- Coupe d'Allemagne (4)
  - Vainqueur : 2000, 2001, 2002, 2008